# Mycetobia turkmenica
Mycetobia turkmenica är en tvåvingeart som beskrevs av Boris Mamaev 1987. Mycetobia turkmenica ingår i släktet Mycetobia och familjen fönstermyggor.
Artens utbredningsområde är Turkmenistan. Inga underarter finns listade i Catalogue of Life.